# Клан Макдугалл

Емблема (хрест) клану МакДугалл.

Герб вождів клану МакДугалл.

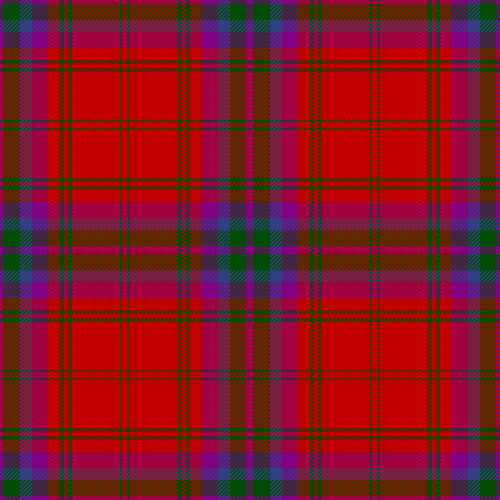
Тартан клану МакДугалл.

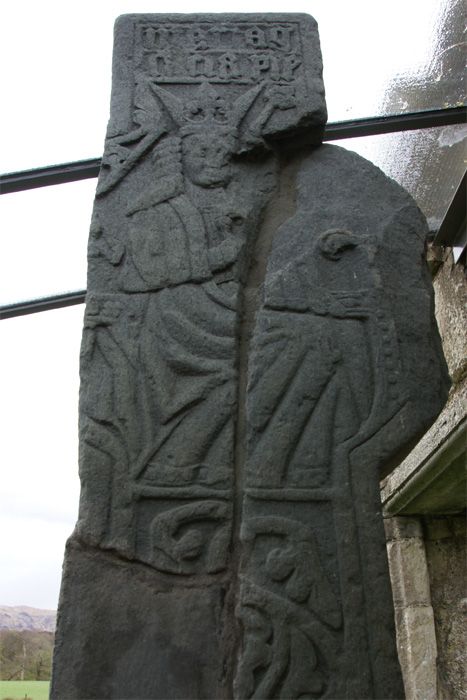
Кам'яний хрест клану МакДугалл зроблений біля 1500 року в абатстві Ардхаттан.

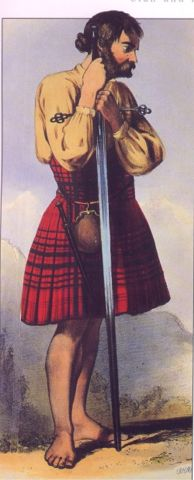
Чоловік клану МакДугалл у тадиційному одязі. Малюнок художника Р. Р. МакЯна 1845 року.

МакДугалл — (шотл. гел. MacDougall) — один з кланів гірської частини Шотландії — Гайленду. 
Символи клану: верес (Erica cinerea L.), крук
Гасло клану: Buaidh no bàs — «Перемога або смерть!» (гельск.)
Союзні клани: Воллес, Комін
Ворожі клани: Брюс, Кемпбелл

## Історія клану МакДугалл

### Походження
Клан МакДугалл отримав свою назву від імені Дугалла (шотл. гел. Dougall) — сина Сомерледа (шотл. гел. Somerled), що загинув у битві під Ренфрю у 1164 році. Після смерті Сомерледа Дугалл взяв під свій контроль частину Аргайлу, а також острови Малл, Лісмор, Юра, Тайрі, Колл та інші.
Клан і його назва кельтського походження. Назва походить від ірландських слів dubh-gall — «дув-галл» — «чорний незнайомець» або «темний незнайомець». Дугалл проголосив себе королем і його королівський статус визнав король Норвегії. Титул Дугалла звучав як «Король Південних Островів і лорд Лорн». Син Дугалла — Дункан, онук — Еван. Дункан та Еван мак Дугалл побудували багато замків для захисту своїх земель від вікінгів та від інших шотландських кланів. На островах вони збудували замки Арос (гельск. — Aros Castle), Кайрнбург (гельск. — Cairnburgh Castle), Дунхонел (гельск. — Dunchonnel Castle), Кеффін (гельск. — Coeffin Castle). На території основної частини Шотландії вони збудували замки Дунстаффнаг, Дуноллі, Дунтрун (гельск. — Duntrune Castle). Більшість назв цим замків включають ірландське слово Dun — «дун» — фортеця. Замок Дуноллі, як вважають історики, був збудований ще в VI столітті і саме цей замок став резиденцією вождів клану МакДугалл. Дункан також збудував укріплений монастир Ардхаттан (Ardchattan), що був місцем поховання вождів клану МакДугалл аж до 1737 року.

### Шотландсько-норвезькі війни
Володіння клану МакДугалл на островах вважалися васальними щодо короля Норвегії (колись їх захопили вікінги), а володіння на основній території Шотландії — васальними щодо короля Шотландії. Це викликало конфлікт між королями Норвегії та Шотландії в XII — XIII століттях. У 1263 році король Норвегії Гаакон IV прибув з величезним для тих часів флотом для нападу на Шотландію. Але вождь клану Еван не підтримав короля Норвегії (хоч і мусив це зробити як васал) і маючи кровні зв'язки з королем Норвегії зумів переконати його припинити війну. Але війна поновилася і відбулась битва під Ларгс. Вождь клану Еван приєднався до шотландців і вони напали на норвезький флот. Вікінги були розгромлені і король Норвегії змушений був відмовитись від претензій на острови біля берегів Шотландії — всі Гебридські острови відійшли королівству Шотландія.

### Війна за незалежність Шотландії

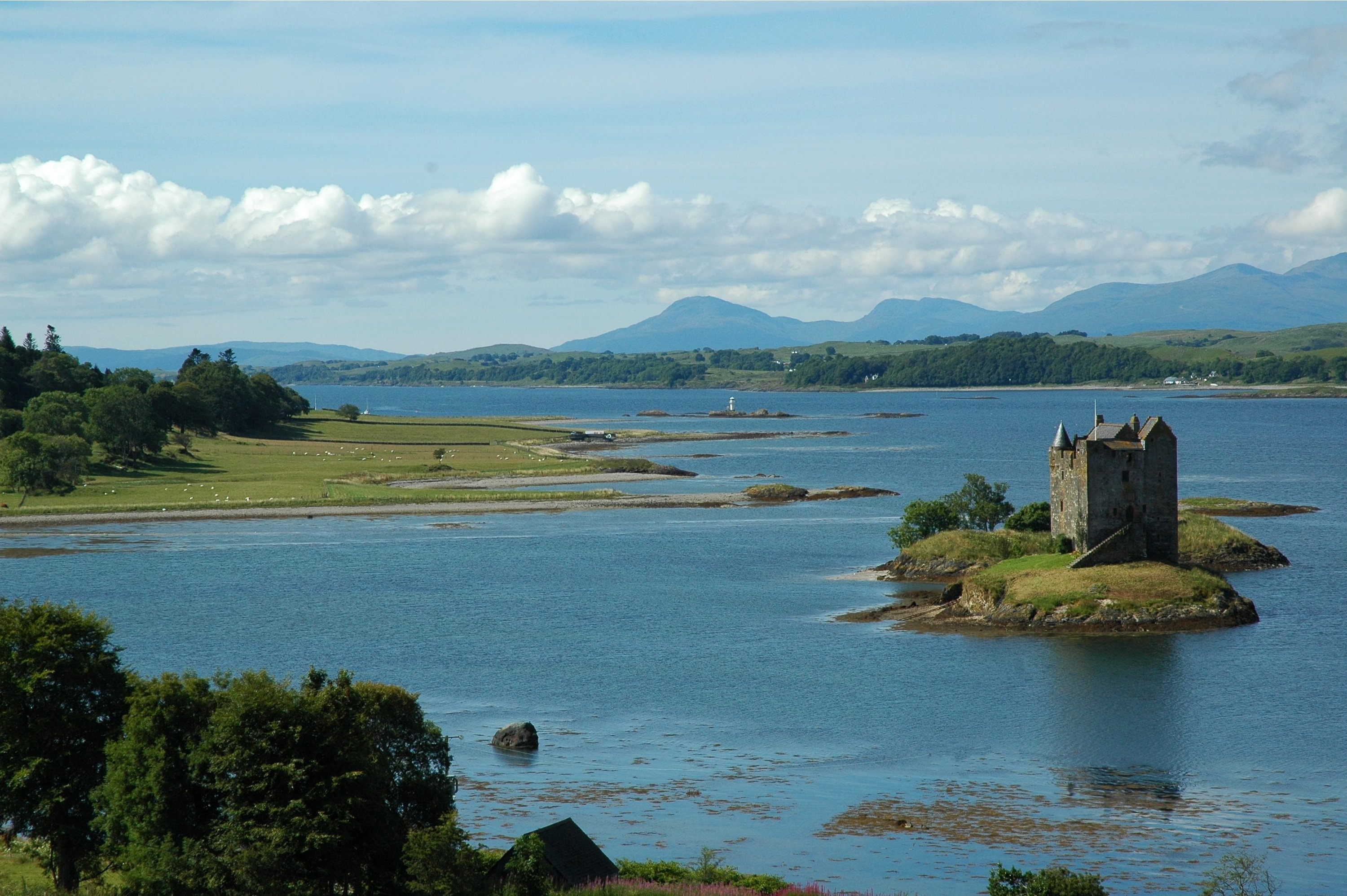
Замок Сталкер — резиденція вождів клану МакДугалл.

Клан МакДугалл розширював свої володіння в землі Аргіл. Це призвело до конфлікту з кланом Кемпбелл. У 1294 році спалахнула війна між кланами МакДугалл та Кемпбелл. Джон МакДугалл Аргайлський очолив свій клан у війні. Битва відбулась біля Ред Форд. Сер Колін Кампбелл був вбитий, обидві сторони мали величезні втрати.
IV вождь клану МакДугалл одружився з сестрою Джона II Комина — лорда Баденох, що ввійшов в історія як Чорний Комин. Його син — Іоан III Комин — лорд Баденох ввійшов в історію як Червоний Комин був зарізаний прямо в церкві Грейфрайерз в Дамфрісі в 1306 Робертом Брюсом (вбивство ворога в церкві вважалося жахливим і неприпустимим порушенням звичаїв). Ця подія викликала конфлікт між кланом МакДугалл і Робертом Брюсом. Клан МакДугалл у свій час підтримав Вільяма Воллеса — борця за свободу Шотландії, але тепер опинився у стані кровної ворожнечі з Робертом Брюсом — претендентом на трон вільного шотландського королівства. Це стало причиною того, що клан МакДугалл уклав спілку з англійцями і почав воювати проти Роберта Брюса. Після коронації Роберта Брюса в Сконе (давній столиці Шотландії) клан МакДугалл відступив в Аргайл. Потім клан МакДугалл зумів перемогти короля Роберта І Брюса в битві під Дарліг. Роберту Брюсу вдалося втекти, але клан МакДугалл здобув у бою прикрасу відому як брошка Лорн — витвір кельтського мистецтва — досі це є найбільший скарб клану МакДугалл. Три року по тому Роберт Брюс зібрав нову армію — 3000 загартованих в боях воїнів. Клан МакДугалл влаштував засідку, але були розбитий на перевалі Брандер і змушений був тікати. Землі клану МакДугалл були конфісковані королем і передані клану Кемпбелл в подяку за їх лояльність. Клан МакДугалл задовольнився своїми острівними володіннями, але потім поступово відновлював свою владу і повертав володіння. Еван МакДугалл одружився з онучкою Роберта Брюса. Більшість колись конфіскованих земель були повернуті клану королем Шотландії Девідом II.

### XVII століття— Громадянська війна
Під час громадянської війни на Британських островах клан МакДугалл, як і більшість гірських шотландських кланів, підтримував роялістів. Вождь клану Олександр МакДугалл поставив під прапори роялістів 500 воїнів свого клану. Після поразки роялістів на чолі з Джеймсом Грахамом — І маркізом Монтрозом, в Аргайл був відправлений на чолі армії республіканців Девід Леслі — лорд Ньюарк для придушення руху роялістів в тому числі на землях клану МакДугалл. Клан зазнав репресій і конфіскацій. Проте під час реставрації монархії у 1660 році землі клану були повернені.

### XVIII століття— повстання якобітів
Під час повстання якобітів у 1715 році клан МакДугалл підтримав повстання і взяв участь у битві під Шеріффмур на боці повстанців. Після поразки повстання вождь клану змушений був тікати з Шотландії. Потім він повернувся в Шотландію, але переховувався. Помилуваний він був 1727 року.
Його син — Олександр МакДугалл не підтримав повстання якобітів 1745 року, але його брати і багато людей клану підтримали повстання і брали участь у битві під Куллоден у 1746 році. У повстанці пішло більше 200 чоловік з клану МакДугалл.